# Skalka nad Váhom
Skalka nad Váhom (maďarsky Vágsziklás, do roku 1899 Szkalka) je obec na Slovensku v okrese Trenčín. Žije v ní přibližně 1 200 obyvatel. První písemná zmínka o vesnici pochází z roku 1208. V blízkosti se nachází poutní místo Skalka u Trenčína. Do katastrálního území obce zasahuje část přírodní památky Súčanka.